# Daniel Sotres
Daniel 'Dani' Sotres Castañeda (Santiago de Cudeyo, 21 mei 1993) is een Spaans voetballer die als doelman speelt. Hij tekende begin seizoen 2020-2021 bij Cádiz CF, een nieuwkomer in de Primera División.

## Clubcarrière
Sotres komt uit de jeugdacademie van Racing Santander. Op 9 april 2012 debuteerde hij voor Racing Santander in de Primera División tegen Málaga CF. Het seizoen erop werd hij definitief bij het eerste elftal gehaald. Tijdens het seizoen 2012-13 degradeerde de club voor de tweede keer op rij, waardoor het in de Segunda División B terechtkwam, het derde niveau in Spanje.
In januari 2014 ruilde hij Santander voor Recreativo Huelva, een ploeg uit de Segunda División A Anderhalf jaar later degradeerde ook deze ploeg en maakte hij echter de omgekeerde beweging, zij het op huurbasis.  Bij deze ploeg zou hij tijdens seizoen 2015-2016 kampioen worden, maar tijdens de eindronde kon de promotie niet afgedwongen worden.
In het begin van het seizoen 2016-2017 maakte hij de overstap naar reeksgenoot Atlético Levante UD.  De ploeg zou op een zestiende plaats eindigen en in de play downs kon ze haar behoud niet bewerkstelligen.
Daarom stapte hij tijdens seizoen 2017-2018 over naar reeksgenoot Celta de Vigo B.  De ploeg werd vierde en dwong zo de eindrondes af, maar kon de promotie niet bewerkstelligen.
Vanaf 2018-2019 vond hij voor twee seizoenen onderdak bij reeksgenoot en nieuwkomer Salamanca CF UDS.  De ploeg zou achtereenvolgens op een twaalfde en dertiende plaats eindigen.
Hij tekende begin seizoen 2020-2021 bij Cádiz CF, een nieuwkomer in de Primera División.

## Interlandcarrière
Sotres kwam uit voor verschillende Spaanse nationale jeugdelftallen. Hij debuteerde in 2013 in Spanje -21.